# Park Narodowy Niżne Tatry

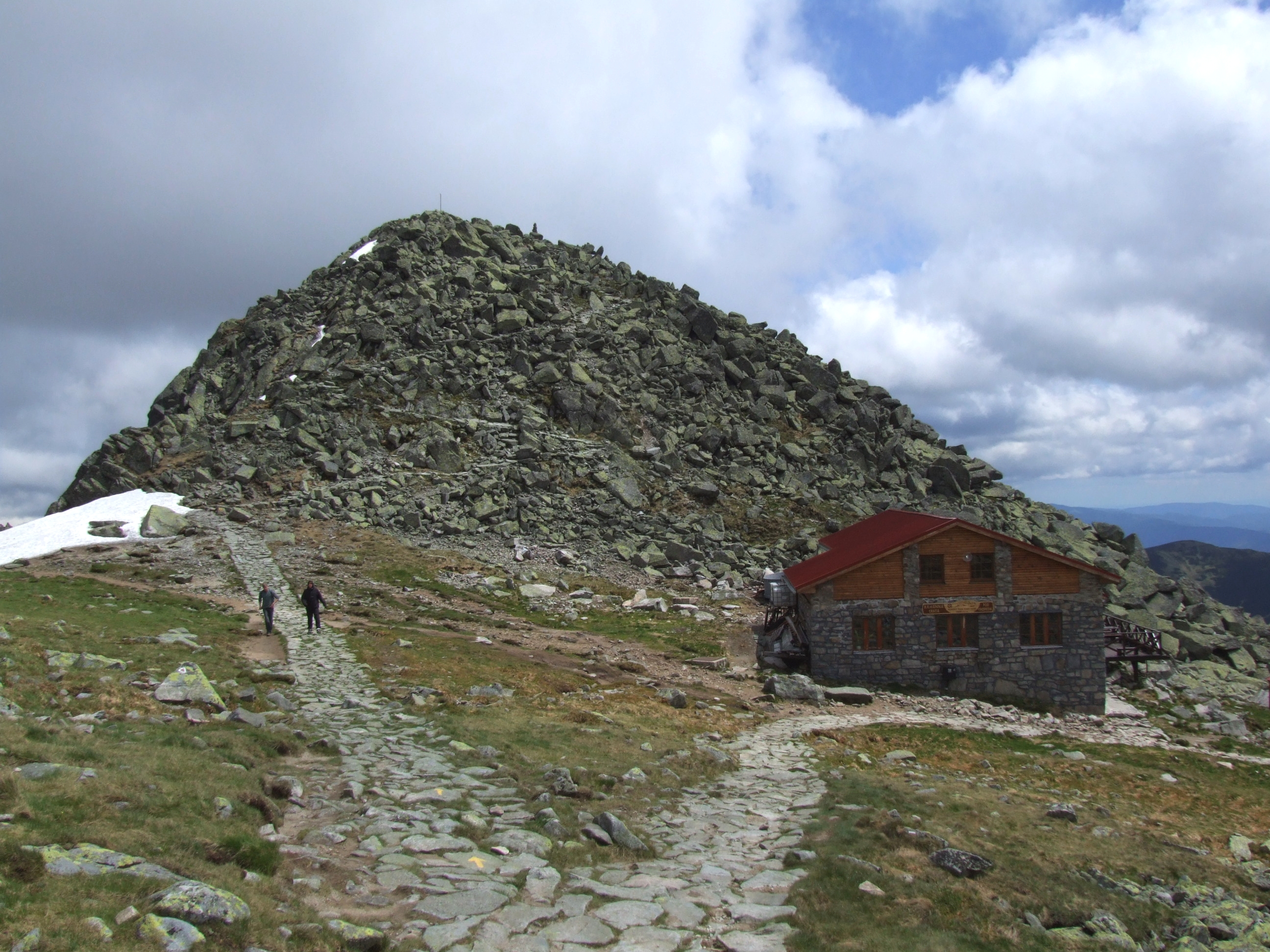
Chopok i schronisko Kamenná chata pod Chopkom

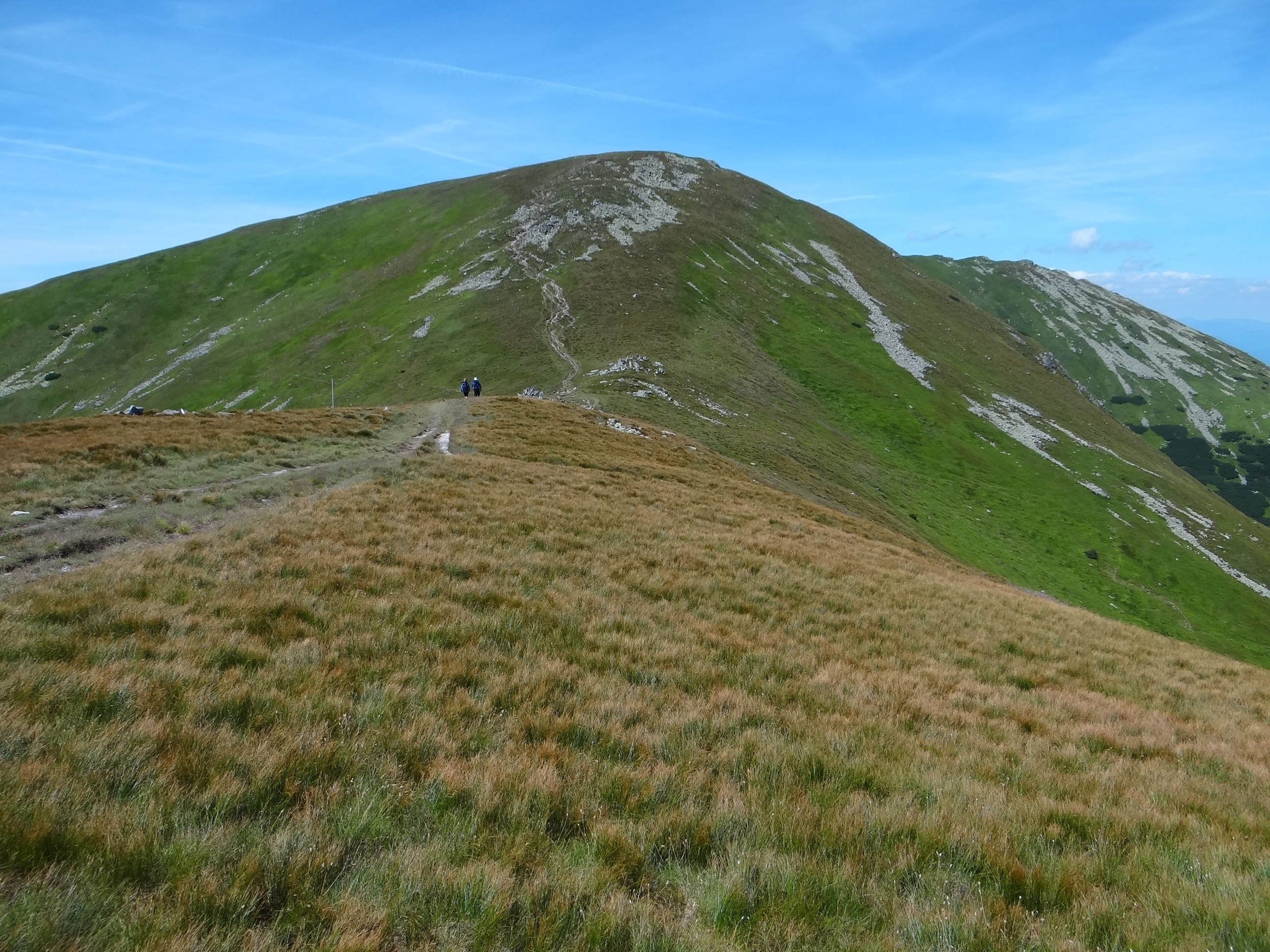
Naturalne piętro halne (Chabenecké sedlo)

Park Narodowy „Niżne Tatry” (słow. Národný park Nízke Tatry, NAPANT) – największy słowacki park narodowy obejmujący pasmo górskie Niżnych Tatr, pomiędzy Wagiem a Hronem. Należy do ekoregionu lasów karpackich.
Pierwsze próby ochrony tego terenu podjęto już w latach 1918–1921, a intensywne prace nad utworzeniem parku narodowego rozpoczęto w 1963 r. Park utworzono w czerwcu 1978 r. Początkowo zajmował 810,95 km², a pasmo ochronne 1240 km² – w sumie ok. 2051 km². W 1997 r. zmniejszono ten obszar do dzisiejszych 1830 km²: sam park ma powierzchnię 728 km², a jego pasmo ochronne 1102 km².
Na terenie parku znajduje się:
- 10 narodowych rezerwatów przyrody,
- 12 rezerwatów przyrody,
- 3 tereny chronione,
- 2 narodowe zabytki przyrody,
- 6 zabytków przyrody.

Zarząd parku znajduje się w Bańskiej Bystrzycy.

## Fauna i flora
Największym drapieżnikiem w parku jest niedźwiedź brunatny (NAPANT przyjął go jako swoje logo). Oprócz niego w parku występują wilki, rysie i wydry. Z innych większych zwierząt spotykane są jelenie, a w niższych położeniach sarny i dziki. W najwyższych partiach gór żyją świstaki, zaś w rejonie od Chabeńca po Dziumbier aklimatyzowane kozice.
Spośród ptaków szczególnie godne wymienienia są zwłaszcza ptaki drapieżne. Na terenie parku gniazdują regularnie dwa gatunki orłów: orzeł przedni i orlik krzykliwy, a także np. sokół wędrowny, trzmielojad zwyczajny i kobuz. Z sów w lasach reglowych gnieżdżą się m.in. puszczyk uralski, włochatka zwyczajna i sóweczka, a w skalnych urwiskach największa sowa świata - puchacz zwyczajny. Z kurowatych częsty jest jarząbek zwyczajny, znacznie rzadsze głuszec i cietrzew. Z typowych gatunków górskich godne uwagi są np. dzięcioł trójpalczasty, płochacz halny, drozd obrożny, pomurnik czy czeczotka.
Roślinność parku układa się w typowe dla gór Środkowej Europy piętra roślinne, od regla dolnego po piętro alpejskie. Przeważająca część parku jest zalesiona. Świat rzadszych roślin reprezentują m.in. sasanka biała, szarotka alpejska i goryczka kropkowana.
W dolnych partiach górskich powszechnie zbierane są zioła lecznicze, maliny, jeżyny, jagody, poziomki oraz liczne gatunki grzybów jadalnych.

## Turystyka
Przez NAPANT prowadzi liczna sieć (około 1000 km) szlaków turystycznych, w tym fragment najdłuższego słowackiego szlaku turystycznego – Cesta hrdinov Slovenského národného povstania. Bazę noclegową stanowią trzy schroniska – Útulňa pod sedlom Ďurkovej (wbrew nazwie jest typowym schroniskiem), Kamenná chata pod Chopkom i Chata M. R. Štefánika pod Ďumbierom, hotele górskie Kosodrevina i Trangoška oraz kilka szałasów (schronów). Turystów przyciągają również jaskinie, udostępnione do zwiedzania, w tym najsłynniejsze – Demianowska Jaskinia Wolności oraz Demianowska Jaskinia Lodowa.
Zimą bardzo popularny jest największy w tej części Europy ośrodek narciarski na północnych i południowych stokach Chopoka – Jasná Sever oraz Jasná Juh.